# Korte verhalen van Zweinstein: heldenmoed, hartenleed en hachelijke hobby's
Korte Verhalen van Zweinstein: Heldenmoed, Hartenleed en Hachelijke Hobby's (Engels: Short Stories from Hogwarts of Heroism, Hardship and Dangerous Hobbies) is een boek geschreven door de Britse schrijfster J.K. Rowling. Het boek werd op 6 september 2016 uitgebracht, samen met Zweinstein: een incomplete en onbetrouwbare gids en Korte verhalen van Zweinstein: macht, politiek en kakelende klopgeesten. De drie boeken werden uitsluitend als e-boek uitgebracht.
In Korte Verhalen van Zweinstein: Heldenmoed, Hartenleed en Hachelijke Hobby's worden verschillende onderwerpen besproken alsof het een soort encyclopedie is. Het boek bestaat uit vier hoofdstukken, en geeft meer achtergrondinformatie over onder andere Minerva Anderling, Remus Lupos, faunaten en Sybilla Zwamdrift.